# والنتینو جیامبلی
والنتینو جیامبلی (انگلیسی: Valentino Giambelli; ۸ مارس ۱۹۲۸ – ۲۷ مارس ۲۰۱۹) بازیکن فوتبال اهل ایتالیا بود.
از باشگاه‌هایی که در آن بازی کرده‌است می‌توان به باشگاه فوتبال مونتسا اشاره کرد.